# (45580) Renéracine
(45580) Renéracine est un astéroïde de la ceinture principale.

## Description
(45580) Renéracine est un astéroïde de la ceinture principale. Il est le premier astéroïde à avoir été découvert au Québec. Il fut découvert par l'astronome amateur Denis Bergeron le 10 février 2000 à Val-des-Bois. Il présente une orbite caractérisée par un demi-grand axe de 2,78 UA, une excentricité de 0,206 et une inclinaison de 3,82° par rapport à l'écliptique.
Il fut nommé en hommage à René Racine, né en 1939, qui fut le directeur de l'Observatoire du Mont-Mégantic (1976-1980, 1984-1997) et de l'Observatoire Canada-France-Hawaï (1980-1984).

## Compléments